# Landsraad
El Landsraad es una organización ficticia de la saga de ciencia ficción Dune. Es un concilio de las Grandes Casas que ayudaron a la Casa Corrino en la batalla de Corrin. Las distintas casas nobles pueden adquirir derecho a representación en el Landsraad mediante cesiones entre ellas gracias a matrimonios de conveniencia (como en el caso de Paul Atreides y su esposa Irulan Corrino, hija mayor del Emperador Shaddam IV).
Es una de las tres piezas clave en las que se apoya el poder del Imperio, junto a la Cofradía Espacial y CHOAM.

## Casas
A diferencia de la Casa Corrino, poseedora del trono imperial, las otras casas nobles por separado no igualan al Emperador y están en constante competencia por poseer feudos, poder político y financiero, y el favor imperial. Sin embargo, a través del Landsraad, poseen un poder militar conjunto capaz de igualar a los Sardaukar del emperador.
Las Casas más importantes presentes en el Landsraad son:
- Casa Alexin
- Casa Atreides
- Casa Corrino
- Casa Ecaz
- Casa Evintine
- Casa Harkonnen
- Casa Kenola
- Casa Maros
- Casa Mikarrol
- Casa Moritani
- Casa Mutelli
- Casa Novebruns
- Casa Richese
- Casa Taligari
- Casa Vernius

## Alto Consejo
El Alto Consejo es el círculo interior del Landsraad durante el tiempo del Faufreluches, la regla rígida de distinción social hecha cumplir por el Imperio. El Consejo está autorizado para actuar como tribunal supremo en las discusiones que tienen lugar entre las Casas. 
Un agravio es llevado ante el Alto Consejo en un proyecto de ley detallado. Después del asesinato de su padre, el duque Leto Atreides y la invasión conjunta de los Harkonnen y los Corrino al planeta Arrakis, Paul Atreides expresa su deseo de proponer un proyecto de ley detallado al Alto Consejo del Landsraad para expresar su agravio y advertir de las leyes que habían sido rotas por esta invasión.
- Datos: Q1055170